# Dyckia maracasensis
Dyckia maracasensis är en gräsväxtart som beskrevs av Ernst Heinrich Georg Ule. Dyckia maracasensis ingår i släktet Dyckia och familjen Bromeliaceae. Inga underarter finns listade i Catalogue of Life.

## Bildgalleri

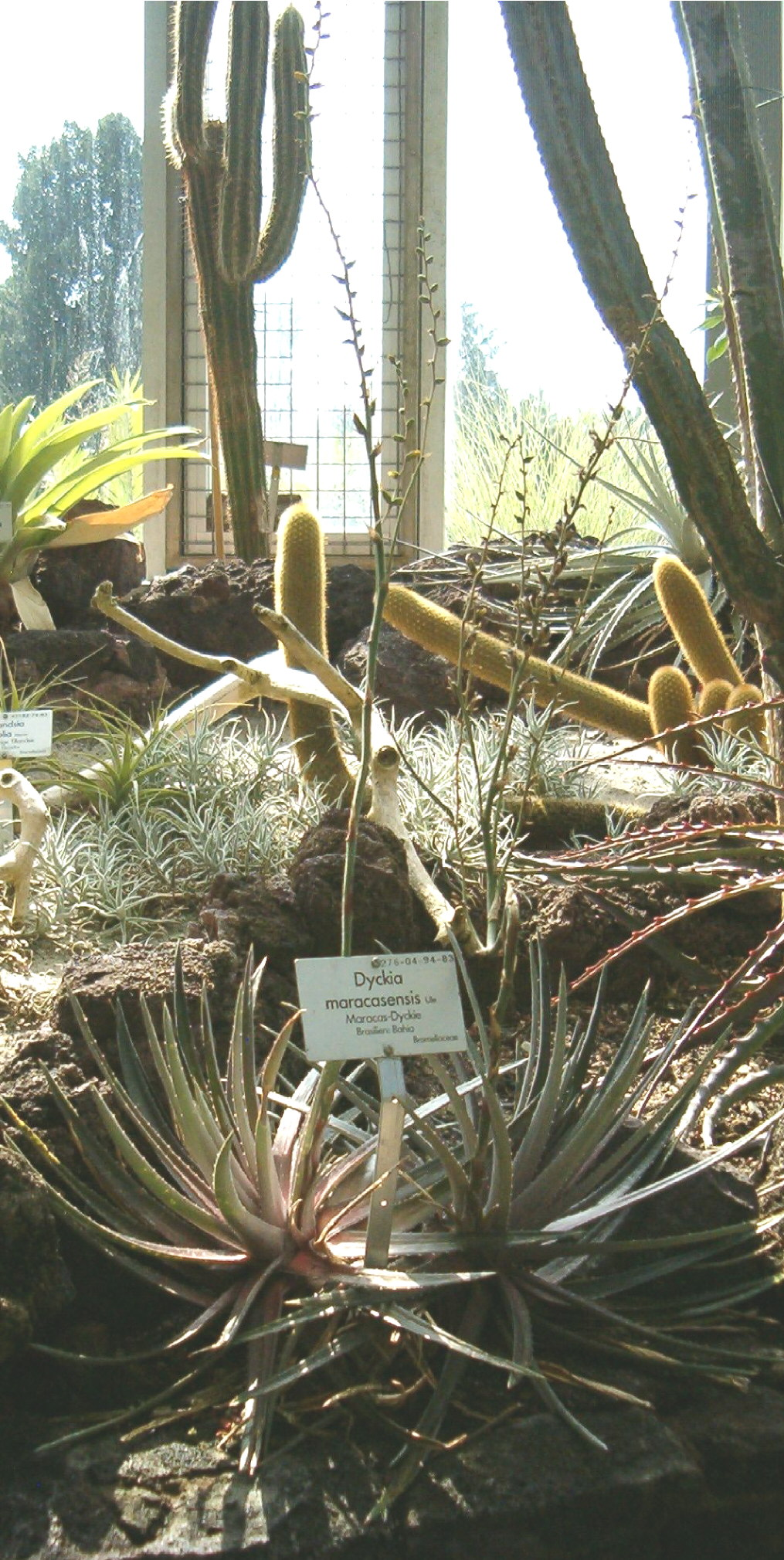